# روی گاردنر
روی گاردنر (انگلیسی: Roy Gardner) (زاده ۲۰ اوت ۱۹۴۵) حسابدار و مدیر اجرایی بریتانیایی است، که در حال حاضر به‌عنوان رئیس هیئت مدیره گروه سرکو فعالیت می‌کند. وی سابقه مدیرعاملی شرکت سنتریکا و ریاست هیئت مدیره گروه کامپس، همچنین ریاست هیئت مدیره باشگاه فوتبال منچستر یونایتد (۲۰۰۲ تا ۲۰۰۵) و باشگاه فوتبال پلیموث آرگیل (۲۰۰۹ و ۲۰۱۰) را در کارنامه شغلی‌اش دارا می‌باشد.